# Troica NKVD
Troicile NKVD au fost, în istoria sovietică, comisii formate din trei persoane însărcinate cu ceeea ce se numește astăzi pedeapsa extrajudiciară (внесудебная расправа, внесудебное преследование). Troicile au fost introduse ca un organ paralel cu sistemul oficial legal pentru pedepsirea rapidă a elementelor antisovietice. A început să ființeze ca o instituție a CEKA, dar a devenit mai târziu foarte importantă în NKVD, unde a avut un rol major în timpul perioadei Marii Epurări din Uniunea Sovietică. 
Cuvântul rusesc troika se poate traduce prin "compus din trei elemente", "triumvirat" sau "treime".

## Începuturile
Comisiile formate din trei persoane erau foarte des utilizate în cadrul organizațiilor bolșevice. Se considera că trei era numărul minim de persoane necesare pentru luarea unei hotărâri oficiale și aceasta datorită faptului că era numărul minim necesar pentru luarea unei decizii democratice prin vot. De exemplu, numărul minim de membri ai unei celule de partid era de trei.
Prima "troica" cu caracter represiv a fost instituită în 1918, membrii săi fiind Felix Dzerjinski, Iakov Peters și eserul de stânga V. Alexandrovici. Primele "troici operaționale" (оперативная тройка) au fost introduse la "centru", în okrugul militar Moscova în 1929. Calificativul "operational" însemna că ele se bazau pe departamentele operaționale ale OGPU. Încet-încet, troicile au fost introduse și în alte locuri din Uniunea Sovietică, pentru diferite motive și pentru diferite scopuri. Alături de troicile operaționale mai funcționau " troicile judiciare" (судебная тройка), "troicile extraordinare" (чрезвычайная тройка) și "troicile speciale" (специальная тройка).

## Represiunea împotriva culacilor (chiaburilor)
Un pas mai departe în dezvoltarea troicilor a fost Ordinul NKVD nr. 00447 din 30 iulie 1937 intitulat "În legătură cu represiunea foștilor culaci, a criminalilor și a altor elemente antisovietice" (О репрессировании бывших кулаков, уголовников и других антисоветских элементов), document semnat Nicolai Ejov. Prin acest ordin s-au creat troici la nivel republican, de krai și de oblastie. Investigațiile urmau să fie făcute de grupuri operative "într-o manieră rapidă și simplificată", iar persoanele cercetate urmau să fie predate troicilor în vederea judecării. 
Președintele troicii era șeful subdiviziunii teritoriale corespunzătoare a NKVD (Comisarul Poporului al NKVD-ului republican, etc.) De obicei, o troica includea procurorul republicii/krai-ului/oblast-ului respectiv. Dacă nu era membru, i se permitea totuși să fie prezent la ședințele troicii. A treia persoană era de obicei secretarul organizației de partid corespondentă la nivelul regional respectiv. Componența acestor troci erau în mod clar specificate în Ordinul nr. 00447. 
Hotărârile ședințelor troicii erau înaintate grupurilor operative corespunzătoare pentru executarea sentințelor. Momentele și locurile în care să se ducă la îndeplinire pedepsele capitale erau prin ordin ținute secret. Acest tip de troica avea o perioadă de funcționare de un an. 

## Represiunea polonezilor
Pe 15 septembrie 1938, Biroul Politic a emis rezoluția (nr. П64/22) cu privire la crearea troicilor speciale (Особая тройка) pentru perioada rezolvării problemei poloneze și care a funcționat aproximativ două luni. Numele acestor organisme deriva de la numele în limba rusă a Consiliului special al NKVD, Особое Сoвещание, (OCO). Experiența câștigată în timpul funcționării acestei troici speciale a fost mai apoi folosită și în cazul altor operațiuni naționale ale NKVD-ului împotriva românilor, letonilor sau finlandezilor. 

## Desființarea troicii
Instituția troicii a fost abolită în 1938 prin Decretul cu privire la arestări, supravegherea procurorului și desfășurarea investigațiilor, emisă în comun de către Sovnarkom și de Comitetul Central al Partidului Comunist al Uniunii Sovietice. 